# Shun’ichi Yamaguchi
Shun’ichi Yamaguchi (japanisch 山口 俊一 Yamaguchi Shun’ichi; * 28. Februar 1950 in Ikeda-chō, Miyoshi-gun  (heute: Miyoshi-shi), Tokushima-ken) ist ein japanischer Politiker, in zwölfter Wahlperiode Abgeordneter im Unterhaus des Nationalparlaments, wo er heute den 2. Wahlkreis von Tokushima vertritt, und war von 2014 bis 2015 Minister im zweiten Kabinett Abe. Er gehört heute zur Asō-Faktion der Liberaldemokratischen Partei (LDP).

## Leben
Yamaguchi absolvierte 1974 die Fakultät für Literatur der Aoyama-Gakuin-Universität, ein anschließendes Auslandsstudium an der Universität Paris-Sorbonne brach er ab. Bei den Wahlen 1975 wurde er – mit 25 Jahren gerade alt genug – für die erste von vier aufeinanderfolgenden Legislaturperioden ins Präfekturparlament von Tokushima gewählt. 1990 trat er für einen Wechsel in die nationale Politik zurück.
Bei der Unterhauswahl 1990 trat er im damaligen fünf Sitze starken präfekturweiten Wahlkreis Tokushima als LDP-Kandidat an und erzielte den dritthöchsten Stimmenanteil. 1993 wurde er auf Platz zwei wiedergewählt. Seit der Einführung der Einmandatswahlkreise und der Verhältniswahlblöcke kandidiert Yamaguchi im Wahlkreis Tokushima 2 (2002 und 2013 in seiner Zusammensetzung verändert), zu dem vor wie nach den Neuzuschnitten auch der Kreis Miyoshi und die 2006 gegründete (kreisfreie) Stadt Miyoshi gehören. Er gewann den Wahlkreis zunächst dreimal in Folge für die LDP. 1996 war er während des Kabinetts Hashimoto parlamentarischer Staatssekretär im Postministerium. In der LDP war er unter anderem 1996 und 2000 einer der Vizevorsitzenden des PARC. 2001 übernahm er den Vorsitz in Unterhausausschüssen, zunächst bis 2002 im neuen Finanzausschuss (zaimu kin’yū iinkai), dann bis 2003 im Ausschuss für Rechnungs- und Verwaltungsaufsicht (kessan gyōsei kanshi iinkai). Von 2003 bis 2004 war er Vizeminister für Allgemeine Angelegenheiten.
Im „Postparlament“ von 2005 gehörte Yamaguchi zu den Gegnern des Postprivatisierungsgesetzes des Kabinetts von Jun’ichirō Koizumi und musste bei der resultierenden Unterhausneuwahl 2005 parteilos antreten. Die LDP stellte Akira Shichijō als „Attentäter“ auf, aber Yamaguchi verteidigte seinen Sitz gegen die Demokratin Miho Takai, Shichijō und eine Kommunistin. Er fügte sich der Parteilinie zur Postprivatisierung und kehrte bald in die LDP zurück. 2008 wurde er Berater von Premierminister Tarō Asō für „Regionalbelebung“ (chihō saisei), die Förderung von demographisch und ökonomisch zurückgefallenen Regionen. Bei der LDP-Erdrutschniederlage 2009 verlor er Tokushima 2 an Miho Takai, konnte aber mit einer vergleichsweise knappen Wahlkreisniederlage einen der beiden LDP-Sitze bei der Verhältniswahl in Shikoku gewinnen. 2012 setzte er sich wieder im 2. Wahlkreis Tokushima durch und wurde dort durchgehend bis einschließlich 2024 wiedergewählt, zuletzt knapp gegen den parteilosen Ex-Gouverneur Kamon Iizumi.
Nach der erneuten LDP-Regierungsübernahme 2012 war Yamaguchi zunächst bis 2013 Vizeminister im Finanzministerium. Im September 2014 berief ihn Shinzō Abe als Minister für besondere Aufgaben beim Kabinettsamt für Okinawa und die „Nördlichen Territorien“, Wissenschafts- und Technologiepolitik sowie Raumfahrt in sein Kabinett; außerdem erhielt er die Zuständigkeiten für IT-Politik, das Regierungsprogramm sai-challenge, mit dem die Chancen auf einen Neuanfang für Existenzgründer, Berufs(wieder)einsteiger etc. nach einem traditionell stigmatisierten „Scheitern“ verbessert werden sollen, und die Cool-Japan-Strategie zur internationalen Vermarktung japanischer Kultur. Er blieb bis zur Kabinettsumbildung 2015 im Amt.
Yamaguchi steht, wie Premier Abe und weitere Kabinett- und LDP-Parteimitglieder, der als revisionistisch geltenden Nippon Kaigi nahe.
Von 2018 bis 2019 war Yamaguchi Vorsitzender des Shūgiin-Ethik- und Wahlsonderausschusses, von 2019 bis 2020 des Sonderausschusses für „Regionalbelebung“/„local Abenomics“ (chihō sōsei), von 2021 bis 2024 Vorsitzender des Shūgiin-Geschäftsordnungsausschusses.